# Oussouye
Oussouye ist eine Stadt im Süden des Senegal. Sie ist Präfektur des Départements Oussouye in der Region Ziguinchor.

## Geographische Lage
Oussouye liegt im Südwesten der Casamance zwischen dem Casamance-Fluss im Norden, dem Atlantik im Westen und der Grenze nach Guinea-Bissau im Süden. 
Im Osten liegt die 30 Kilometer entfernte Regionalpräfektur Ziguinchor. Von dieser ist Oussouye durch den Kamobeul Bolong getrennt, der als stark mäandrierender Casamance-Nebenarm und als ein der Gezeitenströmung ausgesetzter Zufluss mit seiner amphibischen Mangroven-Uferzone sich bis Guinea-Bissau erstreckt. Von diesem zweigt wiederum der Oussouye Bolong ab, der von Osten her bis zum südlichen Stadtrand reicht.
Bis Guinea-Bissau im Süden sind es 15 km. Die Stadt liegt 24 km landeinwärts des Atlantik bei Cap Skirring. Oussouye ist, abgesehen von dem Mangrovengebiet im Osten, allseits von klassifizierten Waldgebieten umgeben, denen sich im Süden der Nationalpark Basse-Casamance anschließt.

## Verkehr
Oussouye ist der Knotenpunkt für den gesamten nationalen Straßenverkehr von und zum Département Oussouye wegen seiner geographischen Randlage im Südwesten der Region Ziguinchor. Es gibt nur eine Straße, die R20, die mit einer 350 Meter langen Brücke den Kamobeul Bolong überspannt und auf einem Damm dessen acht Kilometer breite amphibische Uferzone durchquert, und die führt auf ihrem weiteren Weg zum Atlantik durch Oussouye.

## Söhne und Töchter
- Jean Baptiste Valter Manga (* 1972), römisch-katholischer Geistlicher, Bischof von Ziguinchor